# If You’ve Got Trouble
«If You’ve Got Trouble» (рус. Если у тебя проблема) — песня группы «Битлз», написанная Ленноном и Маккартни и записанная группой 18 февраля 1965 года (основной вокал исполнял Ринго Старр). Изначально планировалось, что песня войдёт в альбом Help!, однако группа осталась неудовлетворена записью, и в альбом в результате вошла песня «Act Naturally» (которая не звучала в одноимённом фильме). Песня «If You’ve Got Trouble» оставалась неопубликованной до 1996 года, когда она была выпущена на альбоме-сборнике Anthology 2.

## Запись песни
Изначально планировалось, что «If You’ve Got Trouble» войдёт в альбом Help!. Исполнение песни доверили Ринго Старру. Песня была записана в течение сессии, начавшейся в шесть часов вечера 18 февраля 1965 года (четвёртый день студийной работы над альбомом Help!). В тот же день было записано ещё две песни: «You've Got to Hide Your Love Away» (записана утром) и «Tell Me What You See» (записана в ту же вечернюю сессию).
Базовый ритм-трек песни был записан за одну попытку. После этого были записаны дополнительные вокальные партии и добавочная партия гитары в исполнении Харрисона. Моно-микс песни был готов 20 февраля, однако в альбом Anthology 2 вошёл заново созданный стерео-микс базового дубля; оригинальный моно-микс так и остался неопубликованным.
В записи участвовали:
- Ринго Старр — дважды записанный и сведённый основной вокал, ударные
- Джон Леннон — подголоски, ритм-гитара
- Пол Маккартни — подголоски, бас-гитара
- Джордж Харрисон — подголоски, соло-гитара

## Несостоявшийся релиз
В 1984 году песня «If You’ve Got Trouble» готовилась к выпуску в составе альбома Sessions, для которого звукорежиссёр Джеффри Эмерик подготовил новую версию песни (с переставленными куплетами). Поскольку выпуску данного альбома воспрепятствовали участники группы, эта версия разошлась только на бутлегах.

## Приём критикой
Музыкальный критик Иэн Макдональд отозвался о песне как о «единственной настоящей беде» во всём творчестве Леннона и Маккартни, раскритиковав как текст, так и музыку. Марк Льюисон тоже отозвался о песне негативно, отметив, что она «не является лучшим из номеров Леннона и Маккартни» и «не была хотя бы блестяще исполнена». Джордж Харрисон заявил, что «это — самая странная песня. […] У неё глупые слова и дрянная музыка. Неудивительно, что из неё ничего не получилось».